# Эммонс, Эбенизер
Эбенизер Эммонс (англ. Ebenezer Emmons; 16 мая 1799, Мидлфилд, Массачусетс, США — 1 октября 1863, Брансуик, Северная Каролина, там же) — американский геолог.

## Биография
Изучал медицину в Олбани после получения степени в течение нескольких лет имел врачебную практику в округе Беркшир. Его интерес к геологии возник ещё в молодости, и в 1824 году он помогал профессору Честеру Дьюи (1784—1867) в подготовке геологической карты округа Беркшир, в которой первая была предпринята попытка классифицировать скалы области Таконик. Поскольку естествознание занимало большую часть его времени, он перешёл на профессиональную работу в области естествознания и геологии в Уильямс-Колледже, а также стал профессором химии и впоследствии акушерства в Медицинском колледже Олбани. Главной работой в его жизни была, однако, геология, и он был назван впоследствии Жюлем Марку «основателем американской палеозойской стратиграфии и первым исследователем исконной фауны в мире».
В 1836 году он стал сотрудником Геологической службы штата Нью-Йорк и после длительного исследования сгруппировал местные пласты (1842) в Таконикскую и расположенную выше Нью-Йоркскую системы пластов. Последняя система была подразделена на несколько групп, которые не были на тот момент полноценно описаны. Ранее Эммонс описал потсдамский песчаник (1838), который был помещён им в основу Нью-йоркской системы (ныне она известна как Верхний Кембрий). В 1844 году Эммонс впервые обнаружил окаменелости Таконикской системы: это стало известным открытием, поскольку обнаруженные разновидности отличались от всех известных тогда палеозойских окаменелостей и были расценены как представители исконной местной фауны. С 1851 до 1860 года он был главным геологом Северной Каролины.